# Neolimnophila carteri
Neolimnophila carteri là một loài ruồi trong họ Limoniidae. Chúng phân bố ở miền Cổ bắc.